# Collada del Pessó
La Collada del Pessó o Colladó del Pessó és una collada que es troba en el límit dels termes municipals de la Vall de Boí (Alta Ribagorça) i la Torre de Cabdella (Pallars Jussà), dins de la zona perifèrica del Parc Nacional d'Aigüestortes i Estany de Sant Maurici.
El nom "pessó significa munt cònic d'herba dallada, i s'aplica a cims de forma cònica".
El coll està situat a 2.690 metres d'altitud, entre el Pic del Pessó al nord-est i el lo Pessó Petit al sud-oest; comunica la Coma del Pessó (NO) i la zona de la Coma de Mig de la Vall del Riqüerna (SE).